# 殭屍片
殭屍片是描写僵尸和捕杀僵尸的电影或剧集。殭屍片是香港電影的一種獨特題材類型，早於1930年代已有出現，包括由導演楊工良參考西方殭屍片所拍成的粵語長片，如《午夜殭屍》（1936）、《萬里行屍》（1939）等。1980年代，殭屍片曾風靡港台波及日本，华人观众熟悉的是香港拍攝的電影《殭屍先生》、《僵尸道长》系列及電視劇系列《我和殭屍有個約會系列》等。此系列殭屍多以清代官服頂戴為主，是當時香港電影的一大特色。殭屍一詞的英文翻譯主要為"vampire"。

## 著名演員

### 香港
- 林正英（演道長或師父最經典的代表）
- 午馬
- 吳耀漢
- 許冠英
- 陳友
- 鍾發
- 洪金寶
- 錢月笙
- 錢小豪（之前多飾演大弟子，後多演道長或師父）
- 呂方
- 樓南光
- 李賽鳳
- 王小鳳
- 王玉環
- 尹天照
- 萬綺雯

### 台灣
- 金塗
- 劉至翰
- 劉致妤
- 陳子強

## 作品列表

### 香港

#### 電影
- 1936年：《午夜殭屍》
- 1939年：《萬里行屍》
- 1939年：《鬼屋殭屍》
- 1939年：《三千年地底殭屍》
- 1954年：《萬里行屍》
- 1955年：《午夜屍變》
- 1955年：《夜盜美人屍》
- 1957年：《湘西趕屍記》
- 1958年：《殭屍拜月》
- 1958年：《屍變》
- 1959年：《殭屍復仇》
- 1959年：《包公夜審行屍》
- 1961年：《雷電雙屍救太子》
- 1962年：《吸血婦》
- 1963年：《古屋行屍》
- 1974年：《七金屍》
- 1979年：《茅山殭屍拳》
- 1980年：《鬼打鬼》
- 1982年：《人嚇人》
- 1984年：《人嚇鬼》
- 1985年：《殭屍先生》（另譯：《暫時停止呼吸》）
- 1986年：《殭屍翻生》
- 1986年：《殭屍家族》
- 1987年：《靈幻先生》
- 1987年：《猛鬼差館》
- 1987年：《無牙殭屍》
- 1987年：《殭屍少爺》
- 1988年：《猛鬼學堂》
- 1988年：《猛鬼佛跳牆》
- 1988年：《殭屍叔叔》
- 1988年：《殭屍鬥巫師》
- 1989年：《一眉道人》
- 1989年：《屍降》
- 1990年：《鬼咬鬼》
- 1990年：《驅魔警察》
- 1990年：《屍家重地》
- 1990年：《殭屍醫生》
- 1990年：《一眉道姑》
- 1990年：《捉鬼合家歡》
- 1990年：《麻衣道門》
- 1991年：《殭屍至尊》
- 1991年：《人鬼神》
- 1991年：《天地玄門》
- 1991年：《非洲和尚》
- 1991年：《殭屍福星仔》
- 1992年：《甩皮鬼》
- 1992年：《妖怪都市》
- 1992年：《音樂殭屍》（另譯：《天外天音樂精靈》）
- 1992年：《嘩鬼旅行團》
- 1992年：《新殭屍先生（另譯：《新暫時停止呼吸》）
- 1993年：《鬼打鬼之黃金道士》
- 1993年：《驅魔道長》
- 1993年：《湘西屍王》
- 1993年：《一屋哨牙鬼》
- 1994年：《吸我一個吻》
- 2000年：《極速殭屍》
- 2001年：《趕屍先生》
- 2002年：《殭屍大時代》
- 2003年：《千機變》
- 2003年：《我和殭屍渡過蜜月》
- 2003年：《我和殭屍有個宴會》
- 2004年：《少林殭屍》
- 2006年：《愛上屍新娘》
- 2006年：《少林殭屍：天極》
- 2008年：《有隻僵屍暗戀你》
- 2010年：《殭屍新戰士》
- 2013年：《殭屍》
- 2014年：《天師鬥殭屍》
- 2014年：《死開啲啦》
- 2017年：《救殭清道夫》
- 2018年：《新殭屍先生2》
- 2024年：《邪Mall》
- 待上映：《驅魔龍族馬小玲》

#### 電視劇
- 1988年：《殭屍奇兵》
- 1993年：《大頭綠衣鬥殭屍》
- 1995年：《殭屍道長》
- 1996年：《殭屍道長II》
- 1996年：《殭屍福星》
- 1998年：《我和殭屍有個約會》
- 2000年：《我和殭屍有個約會II》
- 2004年：《我和殭屍有個約會III之永恆國度》
- 2016年：《殭》

#### 其他
- 1983年：《430穿梭機》之《黑白殭屍》

### 台灣

#### 電影
- 1985年：《屍小子》
- 1986年：《小祖宗》
- 1986年：《精靈寶寶》
- 1988年：《殭屍大鬧西門町》
- 1989年：《小俠龍捲風》
- 1989年：《哈哈小殭屍》
- 年份不詳：《殭屍小子II 天外天小子》
- 年份不詳：《殭屍訓練營》
- 年份不詳：《趕屍豔談》
- 年份不詳：《暫時停止做愛》
- 年份不詳：《鏡花風月之春降》

##### 殭屍小子系列
- 1986年：《殭屍小子》
- 1987年：《哈囉殭屍》
- 1988年：《幽幻道士》
- 1988年：《孩子王》
- 1989年：《立體奇兵》
- 1992年：《靈幻少女》

#### 電視劇
- 1988年：《來來殭屍》
- 2004年：《殭屍保鑣》
- 2004年：《殭屍寶貝》